# Allie Haze

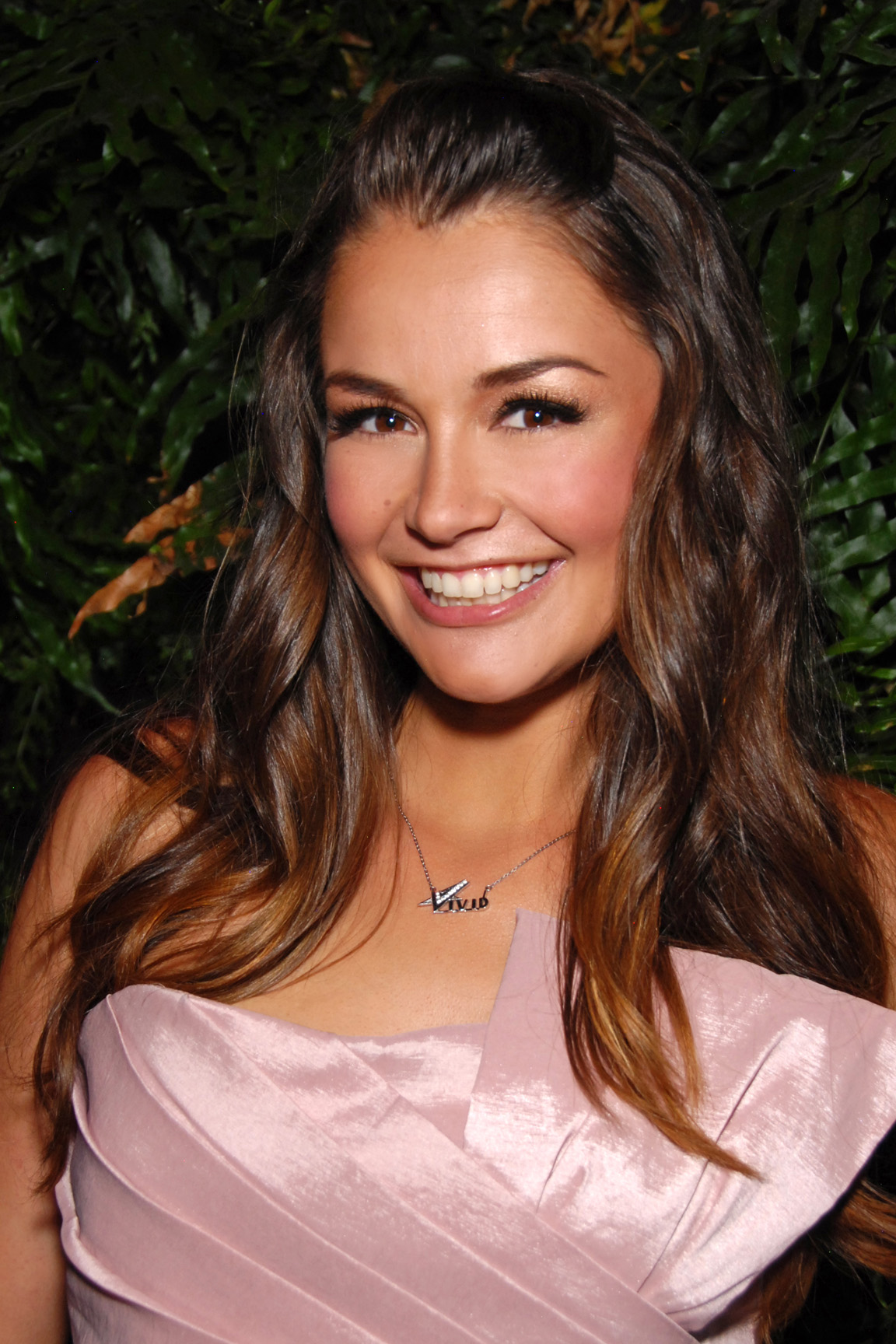
Allie Haze (2011)

Allie Haze (* 10. Mai 1987 als Brittany Sturtevant in Redlands, Kalifornien) ist eine US-amerikanische Pornodarstellerin.

## Karriere
Allie Haze begann ihre Karriere im Jahr 2009 im Alter von 22 Jahren. Seitdem hat sie, laut IAFD, in mehr als 500 Filmen mitgespielt (Stand: August 2020). Sie hat bereits für alle großen Studios gedreht, z. B. Brazzers, Evil Angel, Reality Kings, Vivid Entertainment Group und Girlfriends Films.
Im Jahr 2011 wurde sie mit dem XRCO Award und dem Nightmoves Award als „Best New Starlet“ der Branche ausgezeichnet.

## Filmografie (Auswahl)
- 2009: Barely Legal 101
- 2010: Face Fucking Inc. 8

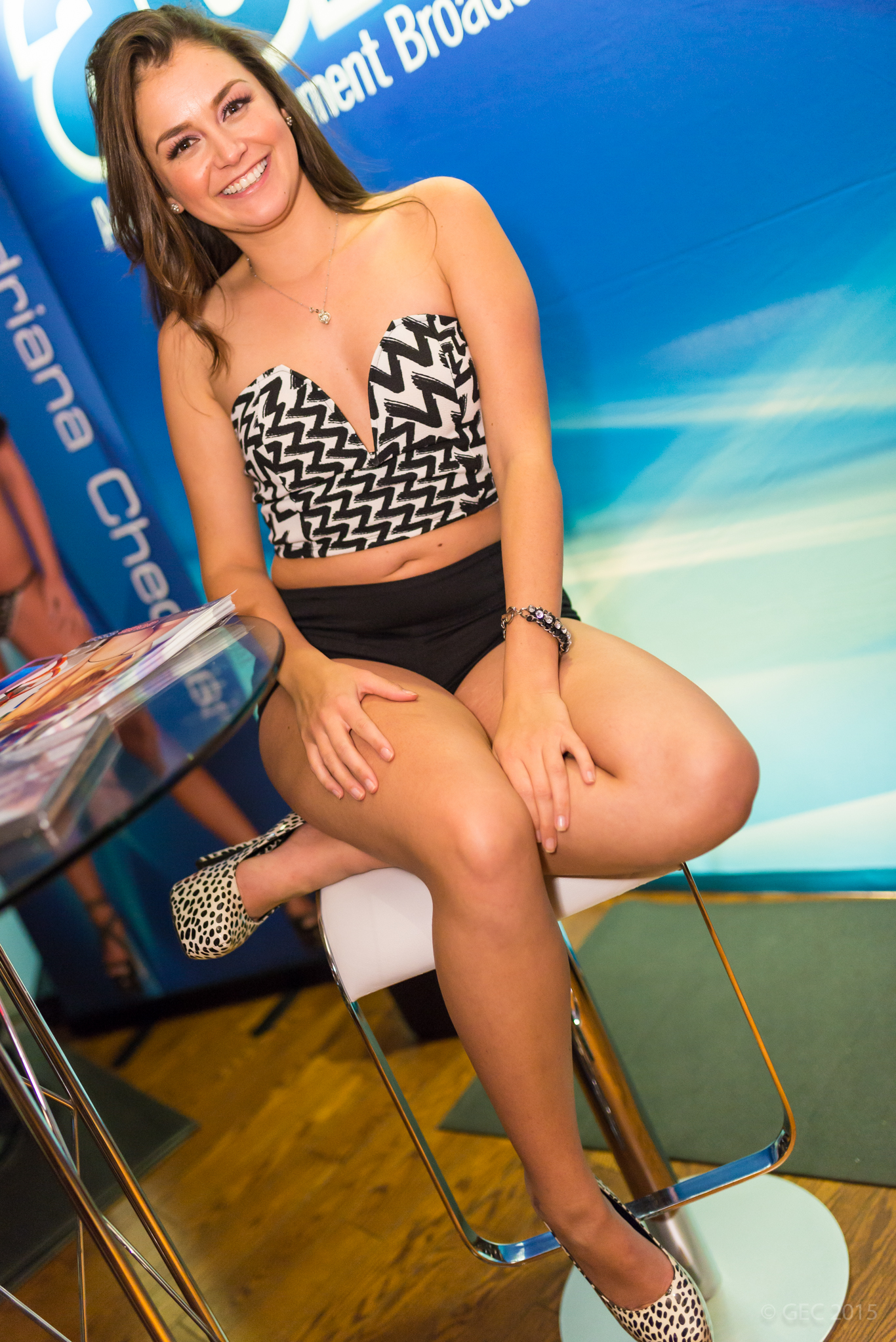
Allie Haze auf der AVN Adult Entertainment Expo 2015

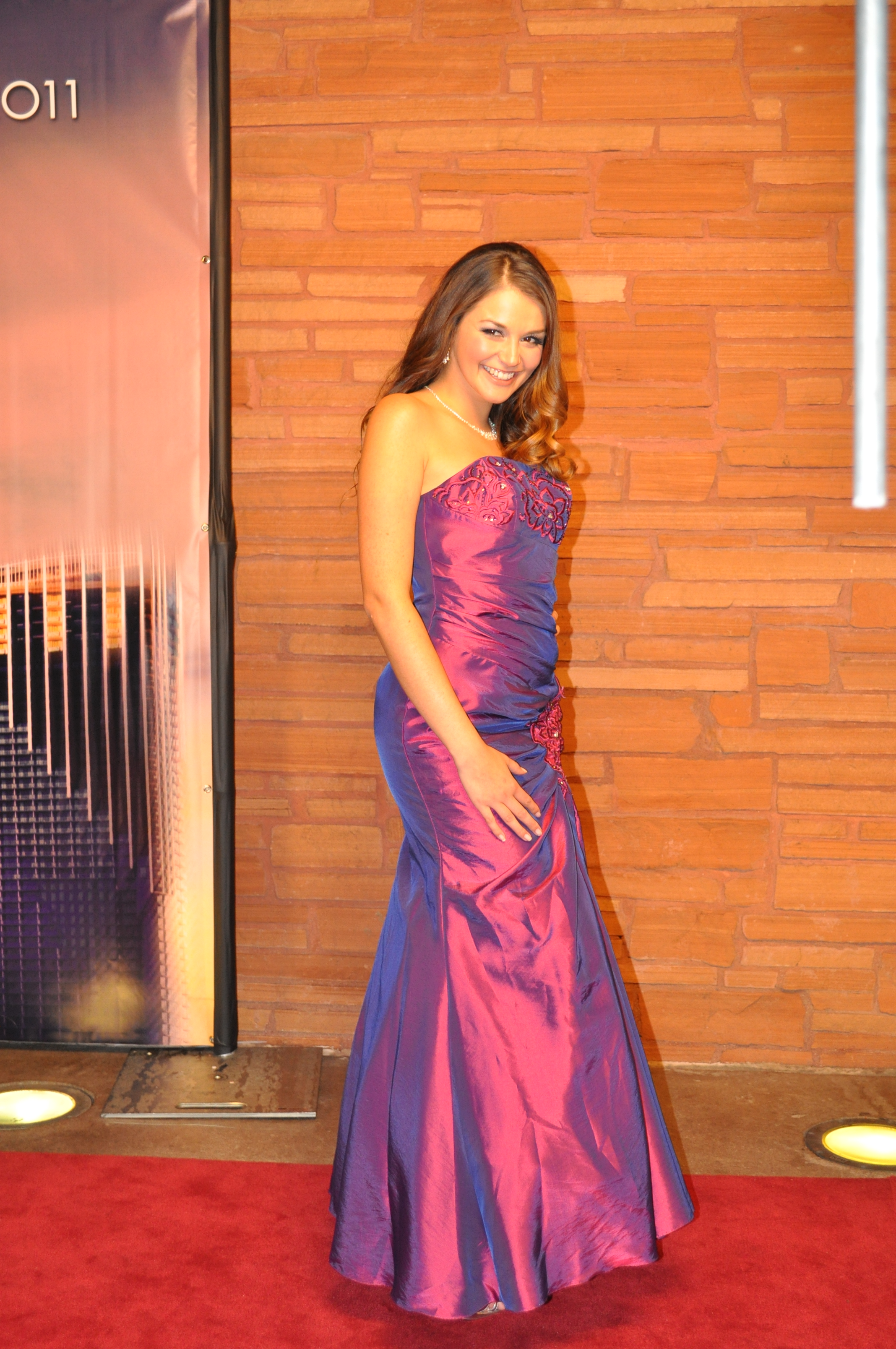
Allie Haze bei den AVN Awards 2011

- 2010: Promotions Company 4260: Allie Haze
- 2010–2015: Women Seeking Women 59, 60, 124
- 2010: Teens Like It Big 8
- 2010: Belladonna: Fetish Fanatic 8
- 2011: Cuties 2
- 2011: Strap Attack 14
- 2011: Lesbian House Hunters 6
- 2011: Lost and Found
- 2012: Fifty Shades of Grey: A XXX Adaptation
- 2012: Star Wars XXX – A Porn Parody
- 2012: Massive Asses 6
- 2013: Gag Reflex 1
- 2013: Clerks XXX – A Porn Parody
- 2013: Wolverine XXX – An Axel Braun Parody
- 2014: Second Chances
- 2014: Big Mouthfuls 27
- 2014: Austin Powers XXX: A Porn Parody
- 2014: X-Men XXX: An Axel Braun Parody
- 2014: Lesbian Girl Band
- 2014: Enter Her Exit
- 2014: Hair Down There 4
- 2015: Deadly Rain (Webserie, 2 Episoden)
- 2015: Wanted
- 2015: Interracial Superstars
- 2015–2018: Tonight’s Girlfriend 44, 72
- 2015: The Colombian XXX
- 2015: My Naughty Massage 5
- 2015: Pure Desire 5
- 2015: Interracial Threesomes 2
- 2015: Pure Bush
- 2015: Blackmaled 3
- 2015: Girls Night
- 2015: Interracial & Anal 2
- 2015: Gape Lovers 9
- 2015: Triple BJs
- 2015: Phat Ass White Girls 14, 15
- 2015: Hands-On Mom
- 2015: Young Freaks 3
- 2016: Ass Full Of Diesel
- 2016: In The Booty 2
- 2016: Anything He Desires
- 2016: Ex-Mom Movement
- 2016: Interracial Anal
- 2017: Dirty Office Flings
- 2017: Taylor Vixen & Her Girlfriends
- 2017: Twisted Passions Part 22
- 2017: Private Cleaning
- 2017: Swallowed.com 3
- 2018: Black Boned Big Ass Brunettes
- 2018: Black Massive Cocks.com 4
- 2018: Girls Who Love Girls
- 2018: Allie Haze & Her Girlfriends
- 2018: Perv City's Anal Beauty Queens
- 2018: Pussy Lust
- 2019: From Teen To Pornstar
- 2019: My Sister's Hot Friend 64
- 2019: Darla Crane & Her Girlfriends
- 2019: Teen Pussy 10
- 2019: Breaking Black: Tiny Titty Tramps
- 2019: A Bit Of A Belly
- 2020: Naughty Office 66
- 2020: Shaved To Perfection

## Auszeichnungen
- 2011: AVN Award für „Most Outrageous Sex Scene“ in Belladonna: Fetish Fanatic 8 (mit Adrianna Nicole und Amy Brooke)[2]
- 2011: XRCO Award als „New Starlet“ (geteilt mit Chanel Preston)[3]
- 2011: Nightmoves Adult Award als „Best New Starlet (Editor’s Choice)“
- 2012: XRCO Award als „Cream Dream“
- 2013: XBIZ Award als „Best Actress – Parody Release“ in Star Wars XXX [4]
- 2015: AVN Award für „Best Three-Way Sex Scene“ in Allie (mit Ramon Nomar und Mick Blue)[5]